# جمال زحالقة
جمال زحالقة (بالعبرية: ג'מאל זחאלקה) ولد في 11 يناير 1955 في قرية كفر قرع. وهو سياسي فلسطيني، وأكاديمي حاصل على الدكتوراه في علم الصيدلة، شغل منصب نائب في الكنيست الإسرائيلي عن حزب التجمع الوطني الديمقراطي 2003-2019، وشغل منصب رئيس حزب التجمع الوطني الديموقراطي.
أعلن عن عدم خوضه انتخابات الكنيست مجددًا عام 2019.

## حياته الشخصية
ولد في 11 يناير 1955، في قرية كفر قرع. وهو متزوج ولديه خمس أبناءانخرط في العمل السياسي أثناء درايته الثانوية وتم اعتقاله، وكان ناشطًا في الحركة الطلابية للجبهة الديمقراطي في الجامعة العبرية.
يعمل دكتور محاضر في الجامعة العربية الأمريكية، ويعمل كاتب في مجلة القدس العربي في حيث أنه يطرح مقال أسبوعي في متابعة ونقد التطورات والأحداث في الوسط الجانبين الفلسطيني والإسرائيلي.

## ثقافته
- حاصل على شهادة البكالوريوس (B.A) في موضوع الصيدلة من الجامعة العبرية في القدس
- حاصل على شهادة الماجيستر (M.A) في موضوع الصيدلة من الجامعة العبرية في القدس
- حاصل على شهادة الدكتوراه (P.H.D) في موضوع الصيدلة من الجامعة العبرية في القدس

### لغات
يجيد العربية، الإنجليزية والعبرية

## تاريخه
كان أحد أعضاء الحزب الشيوعي وكان يشكل معارضة داخل الحزب نفسه برفقة د. عزمي بشارة ورئيس الحزب الحالي واصل طه، انشق عن الحزب الشيوعي لاختلافه مع الحزب بقضايا جوهرية وكان من أحد أهم مؤسسي حزب التجمع الوطني الديموقراطي.